# Amanda Richter
Amanda Richter (Joinville, 28 de fevereiro de 1990) é uma atriz e apresentadora brasileira. Namorou o também ator Max Fercondini entre 2008 e 2017. Atualmente namora o deputado federal de Pernambuco Felipe Carreras.

## Carreira
Em 2009 deu vida a grande vilã Veridiana em Malhação. Aos 22 anos, a atriz representou à sofrida Iracema no remake da telenovela Gabriela, estudante que enfrenta as proibições dos pais para descobrir a vida sexual. Atuou ao lado de José Wilker, que interpretou seu marido.

## Filmografia

### Televisão
| Ano     | Título             | Personagem         | Notas                       |
| ------- | ------------------ | ------------------ | --------------------------- |
| 2007    | Toma La Da Cá      | Menina na festa    | Episódio: "O Y do Problema" |
| 2008    | Ciranda de Pedra   | Marisa             |                             |
| 2009    | Malhação           | Veridiana Cavalera | Temporada 16                |
| 2010    | Tal Filho, Tal Pai | Larissa            | Especial de fim de ano      |
| 2011    | Insensato Coração  | Vera               | Episódio: "12 de abril"     |
| 2012    | Viagem Sem Fim     | Apresentadora      |                             |
| 2012    | Gabriela           | Iracema Mendonça   |                             |
| 2014    | Meu Amigo Encosto  | Rosemary           |                             |
| 2014–16 | Como Será?         | Repórter           |                             |
| 2019    | Topíssima          | Isadora Ferraz     |                             |
| 2019    | Santos Dumont      | Yolanda Penteado   |                             |
| 2021    | Genesis            | Chaya              |                             |

### Filmes
| Ano  | Título             | Personagem       |
| ---- | ------------------ | ---------------- |
| 2017 | Finding Josef      | Amanda Volchesco |
| 2024 | Meninas Não Choram | Profª. Flora     |